# Физика низких температур (журнал)
«Физика низких темпеpатуp» (ФНТ) — ежемесячный научный журнал, публикующий обзоры современного состояния наиболее актуальных проблем физики низких темпеpатуp и смежных с нею наук. Издается ФТИНТ им. Б. И. Веркина НАН Украины с января 1975 года и одновpеменно на английском языке Американским институтом физики под названием «Low Temperature Physics», импакт-фактор — 0.8. Предназначается для научных работников, аспирантов, студентов — физиков старших курсов, преподавателей.